# George Washington Schwartze
George Washington Schwartze (* 21. Dezember 1857 in Amsterdam; † 4. Februar 1909 in Rosmalen bei ’s-Hertogenbosch, Provinz Noord-Brabant) war ein niederländischer Maler und Zeichner.

## Leben

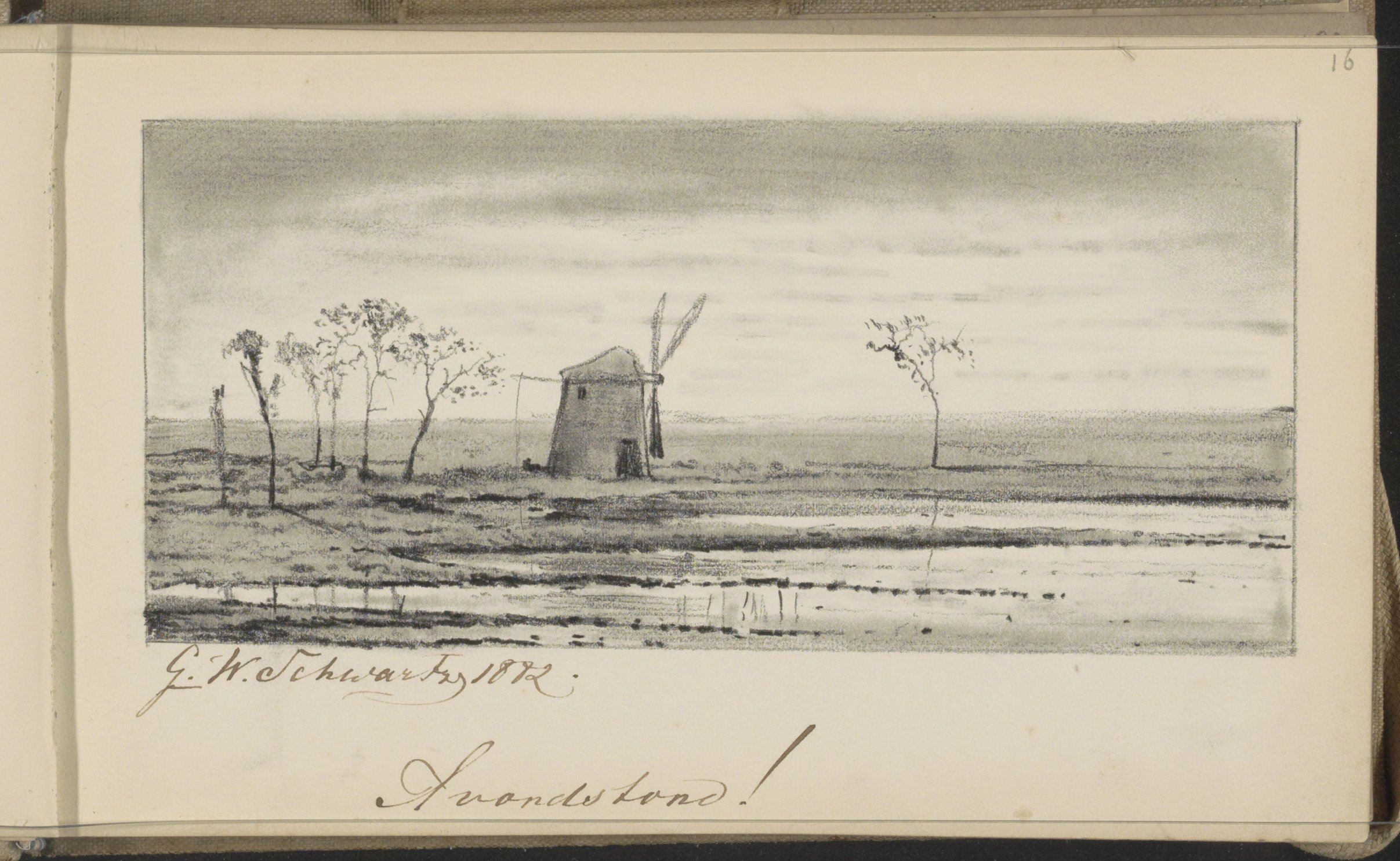
Skizze einer abendlichen Landschaft mit Windmühle, 1882

George Washington Schwartze wurde als Sohn des niederländischen Porträt-, Landschafts- und Genremalers Johann Georg Schwartze und dessen Ehefrau Maria Elisabeth Theresia Herrmann (1822–1896) in Amsterdam geboren. Seine älteren Schwestern waren die Malerin Thérèse Schwartze und die Bildhauerin Georgine Schwartze, seine Nichten die Malerinnen Lizzy Ansingh und Thérèse Ansingh. Er wurde Landschaftsmaler und arbeitete ab 1872 in seiner Vaterstadt, danach in Nimwegen und Den Helder, nach 1883 in Wamel, Provinz Gelderland.